# Botorrita
Botorrita település Spanyolországban,  Zaragoza tartományban. Botorrita Muel, Mozota, La Muela, María de Huerva és Jaulín községekkel határos. Lakosainak száma 579 fő (2024).

## Népesség
A település népessége az utóbbi években az alábbiak szerint változott:
| Lakosok száma | 487  | 471  | 526  | 540  | 532  | 506  | 506  | 488  | 526  | 579  |
|               | 2001 | 2004 | 2007 | 2009 | 2012 | 2014 | 2017 | 2019 | 2022 | 2024 |